# 栄陽子留学研究所
栄 陽子留学研究所（さかえようこりゅうがくけんきゅうじょ）は、日本の留学カウンセリング会社。

## 事業内容
アメリカの高校/大学/大学院への留学を希望する人に対しての進路指導を行う。この指導には、留学カウンセリングや出願手続サポート、奨学金の獲得、卒業に向けたアメリカ式勉強の指導などを含む。卒業を目的とした留学（いわゆる「正規留学」）のみを扱い、それ以外の語学留学・ワーキングホリデー・ホームステイ等は扱っていない。また志望校は留学する本人が選ぶので、特定の学校との提携は行っていない。
具体的な事業内容は、
- 留学カウンセリング
- 志望校の選定
- 出願書類作成
- 奨学金獲得
- アメリカの授業についていくための指導
- 現地での事前講座
- 留学後のアフターケア

等である。
留学先の高校・大学・大学院で卒業することを目的としている。そのため留学先の大学としては、小規模で面倒見のよいリベラル・アーツ・カレッジを勧めている。
またアメリカの大学と寮制高校のデータベース『アメリカ大学ランキング』と『アメリカ高校ランキング』を運営している。

## 栄 陽子の経歴
留学力ウンセラー。国際教育評論家。奈良県生まれ。帝塚山大学卒業後、 セントラル・ミシガン大学大学院教育学部修士課程修了。オハイオ州立大学大学院教育学部カウンセラー教育学専攻。1972年に栄 陽子留学研究所を設立。以来、アメリカの大学・大学院・高校への留学をめざす学生と保護者にカウンセリングを行うとともに、新聞、テレビ、ラジオへの出演、雑誌などへの寄稿、情報提供や執筆活動なども行っている。近年の出演は、テレビ朝日、ABEMAニュースなど。
- 1972年　栄 陽子留学研究所を設立
- 1990年  エンディコット・カレッジより栄誉賞受賞[1]
- 1992年  サリバン賞受賞[1]
- 1993年  メリー・ボルドウィン大学理事に就任[1]

## 会社概要
- 法人名：栄 陽子留学研究所
- 設立：1972年
- 代表：栄 陽子

## オフィス所在地
- 東京：東京都港区赤坂1-1-36 レジデンスバイカウンテス120
- 大阪：大阪市北区梅田1-3-1-400 大阪駅前第一ビル 4階103
- ボストン：55 Pond Avenue, Suite 104 E, Brookline, MA 02445

## 主著
- 『留学生必修講義１　ビジネス・マネジメント』三修社 2005年
- 『留学生必修講義２　心理学入門』三修社 2005年
- 『留学生必修講義３　アメリカ史』三修社 2005年
- 『ハーバード医学部』三修社 2000年
- 『留学・アメリカ大学編入への道』三修社 2014年
- 『留学・アメリカ高校への道』三修社 2012年
- 『留学・アメリカ名門大学への道』三修社 2011年
- 『留学・アメリカ大学院への道』三修社 2010年
- 『留学・アメリカ大学への道』三修社 2010年
- 『留学で人生を棒に振る日本人』扶桑社 2007年
- 『英語は勉強するほどダメになる』扶桑社 2012年
- 『留学で夢もお金も失う日本人』扶桑社 2016年
- 『ハーバード大学はどんな学生を望んでいるのか?』ワニブックスPLUS新書 2014年
- 『中学・高校生のためのアメリカ留学ガイド 』JTBパブリッシング 1992年
- 『アメリカ留学ガイド』JTBパブリッシング 2002年
- 『子供を"バイリンガル"にしたければ、こう育てなさい! 』扶桑社 2019年